# 113 aC
El 113 aC va ser un any del calendari romà prejulià. Durant la República i l'Imperi Romà es coneixia com l'Any del Consolat de Carbó i Metel o també any 641 Ab urbe condita o de la fundació de la ciutat). L'ús del nom «113 aC» per referir-se a aquest any es remunta a l'alta edat mitjana, quan el sistema Anno Domini va ser el mètode de numeració dels anys més comú a Europa.

## Esdeveniments

### República Romana
- Gneu Papiri Carbó i Gai Cecili Metel Caprari són elegits cònsols.[2]
- Inici de la Guerra címbria que enfrontaria a la República Romana i les tribus germàniques dels cimbres i teutons.[3]
- L'exèrcit romà és derrotat i posat en fuga davant dels cimbres en la batalla de Noreia. Papiri Carbó i una part de l'exèrcit escapen amb vida, tot i que les tribus germàniques diuen que l'han mort. Quan arriba a Roma, el Senat el desposseeix del títol de cònsol, però no l'envia a l'exili, com era costum de fer amb els comandants completament derrotats.[2][4]
- Luci Cassi Longí Ravil·la per la seva reputació d'home just, és nomenat per investigar uns casos d'incest contra les verges vestals Licínia, Emília i Màrcia, perquè es creia que els pontífex les havien absolt tot i ser culpables. Condemna a les tres vestals i a altres personatges, quan en el primer judici només havia estat condemnada Emília. Però l'extrema severitat que mostra en aquest cas no agrada a l'opinió pública.[5][6]

### Macedònia
- Metel Caprari és enviat a Macedònia on fa la guerra als tracis, als que sotmet ràpidament. Obté els honors del triomf el mateix any i el mateix dia que el seu germà Marc Cecili Metel.[7]

## Naixements
- Luci Orbili Pupil, gramàtic i retòric romà, mestre d'Horaci.[8]

## Necrològiques
- Zhang Qian, explorador i diplomàtic xinès, enviat imperial.[9]